# Elko (Carolina del Sud)
Elko és una població dels Estats Units a l'estat de Carolina del Sud. Segons el cens del 2000 tenia 212 habitants.

## Demografia
Segons el cens del 2000, Elko tenia 212 habitants, 92 habitatges i 65 famílies. La densitat de població era de 70,6 habitants/km².
Dels 92 habitatges en un 29,3% hi vivien nens de menys de 18 anys, en un 42,4% hi vivien parelles casades, en un 23,9% dones solteres, i en un 28,3% no eren unitats familiars. En el 26,1% dels habitatges hi vivien persones soles el 9,8% de les quals corresponia a persones de 65 anys o més que vivien soles. El nombre mitjà de persones vivint en cada habitatge era de 2,3 i el nombre mitjà de persones que vivien en cada família era de 2,73.
Per edats la població es repartia de la següent manera: un 24,5% tenia menys de 18 anys, un 2,8% entre 18 i 24, un 29,7% entre 25 i 44, un 28,8% de 45 a 60 i un 14,2% 65 anys o més.
L'edat mediana era de 42 anys. Per cada 100 dones de 18 o més anys hi havia 86 homes.
La renda mediana per habitatge era de 23.571 $ i la renda mediana per família de 37.500 $. Els homes tenien una renda mediana de 35.536 $ mentre que les dones 27.083 $. La renda per capita de la població era de 15.973 $. Entorn del 19% de les famílies i el 22,9% de la població estaven per davall del llindar de pobresa.

## Poblacions més properes
El següent diagrama mostra les poblacions més properes.